# 諸学部の争い
『諸学部の争い』（しょがくぶのあらそい、独：Der Streit der Fakultäten）は、1798年に刊行されたカントの著作。草稿などを除いた刊行物の中で最晩年に書かれた本であり、発禁を避けるために慎重に時期を伺って刊行期日が選ばれて出版された。

## 概論
カントによれば、人生には三つの重大な幸福の追求があるとされている。
1. 健康の追求（肉体（物質）的）
2. 社会的な平和の追求（社会的）
3. 信仰上の平安（宗教的）

これらのそれぞれを研究する学問の学部である医学部と法学部と神学部は社会上の権威と同時に権力も握っていた。カントはこれらを上級学部と名づける。これに対し当時の哲学部は下級学部として上級学部より劣った立場として扱われていた。諸学部の争いとは以上の上級学部と下級学部の争いを指す。カントは、上級学部の価値判断はすべて歴史的・経験的であり、下級学部の哲学による判断の方が先見的・理知的であるとして、上下の優劣の逆転を説く。つまり哲学こそが最も諸学のなかで勝る学問であるとした。とりわけ宗教的権威である教会の堕落への批判は痛烈である。
カントはこの本の中で専門家以外の外部の意見が自由な討議を妨げる恐れがあるから、専門家の議論の過程は公には公開すべきではないと主張する。